# Lot termiczny
Lot termiczny – to lot szybowca, lotni, paralotni w warunkach prądów wznoszących w słoneczne letnie dni. 
W wyniku nasłonecznienia terenu następuje jego nierównomierne nagrzanie. W miejscach, gdzie teren nagrzewa się najmocniej również najintensywniej ogrzewa się od niego powietrze, które unosi się do góry w formie wznoszącego się wirującego słupa cieplejszego powietrza tzw. „komina termicznego” i tę właściwość wykorzystują szybownicy, lotniarze i paralotniarze celem nabierania i uzupełniania wysokości dla bezpiecznych i długich lotów. 
Komin termiczny zwykle zwieńcza chmura typu cumulus, co wynika z przekroczenia przez wznoszące i stopniowo ochładzające się powietrze poziomu kondensacji.